# Dragožani
Dragožani (makedonska: Драгожани) är en ort i Nordmakedonien. Den ligger i den sydvästra delen av landet, 100 kilometer söder om huvudstaden Skopje. Dragožani ligger 618 meter över havet och antalet invånare är 475.